# Maximiliano Burruzo
Raúl Maximiliano Burruzo Gutiérrez (Montevideo, 13 gennaio 2003) è un calciatore uruguaiano, attaccante dell'Albion.

## Carriera
Burruzo è cresciuto nel settore giovanile del Rampla Juniors, con cui ha debuttato il 3 settembre 2023 nell'incontro di Segunda División perso 1-0 contro il Tacuarembó. Il 29 ottobre seguente ha segnato il suo primo gol in carriera nell'incontro di Copa Uruguay perso ai rigori contro il La Luz, dove ha siglato il gol del 2-2 al 90'.

## Statistiche

### Presenze e reti nei club
Statistiche aggiornate al 20 maggio 2024.
| Stagione        | Squadra         | Campionato      | Campionato | Campionato | Coppe nazionali | Coppe nazionali | Coppe nazionali | Coppe continentali | Coppe continentali | Coppe continentali | Altre coppe | Altre coppe | Altre coppe | Totale | Totale | Totale |
| Stagione        | Squadra         | Comp            | Pres       | Reti       | Comp            | Pres            | Reti            | Comp               | Pres               | Reti               | Comp        | Pres        | Reti        | Pres   | Reti   |        |
| --------------- | --------------- | --------------- | ---------- | ---------- | --------------- | --------------- | --------------- | ------------------ | ------------------ | ------------------ | ----------- | ----------- | ----------- | ------ | ------ | ------ |
| 2023            | Rampla Juniors  | SD              | 4          | 0          | CU              | 2               | 1               |                    | -                  | -                  |             | -           | -           | 6      | 1      |        |
| 2024            | Rampla Juniors  | PD              | 10         | 0          | CU              | 0               | 0               |                    | -                  | -                  |             | -           | -           | 10     | 0      |        |
| Totale carriera | Totale carriera | Totale carriera | 14         | 0          |                 | 2               | 1               |                    | -                  | -                  |             | -           | -           | 16     | 1      |        |